# Futbol'ny Klub SKVICH Minsk
El Futbol'ny Klub SKVICH Minsk és un club belarús de futbol de la ciutat de Minsk.

## Història
El club va ser fundat l'any 2000 per l'empresa SKVICH. Fou anomenat des del seu inici FK Lakamatyu Minsk (FK Lokomotiv Minsk, en belarús ФК Лякаматыў Менск) en rebre el suport dels ferrocarrils del país. L'any 2009 revertí el nom a l'original FK SKVICH.

## Futbolistes destacats
- Ardian Shala
- Zaza Kvekveskiri
- Tamazs Pertija
- Kakhaber Tsatsanava
- Mikhail Smirnov